# Предвзятость финансирования
Предвзятость финансирования, также известная как предвзятость спонсорства, предвзятость в отношении финансирования, привязка к источникам финансирования и эффект финансирования, относится к тенденции проведения научных исследований в поддержку интересов финансового спонсора. Этот феномен признан достаточно широко, ученые проводят исследования для изучения предвзятости в уже опубликованных исследованиях. Предвзятость вследствие финансирования особенно часто связывают с исследованием токсичности химических веществ, табака и фармацевтических препаратов. Это пример предвзятости экспериментатора.

## Причины

### Человеческая природа
Книга «Психология влияния» описывает акт взаимности как особенность, при которой человек чувствует себя обязанным оказывать ответную услугу. Эта черта присуща людям всех культур. Человеческая природа может влиять даже на самых этичных исследователей, заставляя их поддаваться влиянию своих спонсоров, хотя они могут искренне это отрицать.

### Недобросовестность
Научная недобросовестность, связанная с некачественными исследованиями или манипуляцией данными, происходит в редких случаях. Однако часто исследования, финансируемые производителями, оказываются как минимум такими же качественными, как и исследования, которые не финансировались заинтересованными сторонами. Поэтому предвзятость обычно возникает по другим причинам.

### Предопределенное заключение
Результаты исследований могут быть отобраны или исключены таким образом, чтобы поддержать заранее заданный вывод. Например, табачная промышленность публиковала собственные внутренние исследования, которые неизменно выявляли минимальные негативные последствия пассивного курения для здоровья.
Компания, нанимающая исследователей для проведения исследования, может потребовать от них подписания соглашения о неразглашении перед началом финансирования. В рамках такого соглашения исследователи отказываются от права самостоятельно публиковать любые результаты и обязуются предоставлять их исключительно спонсору. Спонсор может одновременно финансировать несколько исследований, подавляя публикацию результатов, противоречащих его коммерческим интересам, и распространяя те, которые их поддерживают. Например, обзор фармацевтических исследований показал, что исследования, финансируемые фармацевтическими компаниями, с меньшей вероятностью публикуются, однако опубликованные работы чаще содержат результаты, благоприятные для спонсора.
Двойное слепое исследование с использованием только объективных методов измерения менее подвержено предвзятости в поддержку заранее заданного вывода. Однако исследователи или спонсоры всё же имеют возможности исказить результаты, исключая или игнорируя нежелательные данные, качественно интерпретируя результаты или принимая решение о том, публиковать их или нет. Кроме того, не все исследования возможно провести в формате двойного слепого эксперимента.

### Предвзятость публикации
Научный исследователь Андерс Сандберг пишет, что предвзятость финансирования может быть одной из форм предвзятости публикации. Поскольку публиковать положительные результаты легче, чем неубедительные или отсутствие результатов, положительные результаты могут быть связаны с возможностью быть полезным для спонсора.
Предвзятость отчета об ошибках связана с предвзятостью публикации и смещением выборки, при которых измеряется множество показателей, но публикуются только значимые результаты, в то время как незначимые или неблагоприятные результаты игнорируются.

### Выбор испытуемых
Ошибка выборки может привести к нерепрезентативной выборке тестируемых субъектов, несмотря на все усилия по обеспечению репрезентативной выборки. Даже двойное слепое исследование может быть подвержено предвзятому выбору при выборе зависимых переменных, популяции (по критериям включения и исключения), размера выборки, статистических методов или неподходящих сравнений, причем любой из этих факторов может повлиять на результаты исследования в пользу определённого вывода.

## Примеры
- Исследование 1996 года, посвящённое влиянию никотина на когнитивные функции, показало, что выводы о том, что никотин или курение улучшают когнитивные способности, с большей вероятностью публиковались учёными, которые получали поддержку от табачной индустрии.[8]
- Исследование 1998 года выявило, что обзорные статьи, финансируемые табачной индустрией, в 90 раз чаще приходили к выводу, что пассивное курение не наносит вреда здоровью[9].
- В 2003 году изучение опубликованных работ по антидепрессантам показало, что исследования, спонсируемые производителями селективных ингибиторов обратного захвата серотонина (СИОЗС) и новых антидепрессантов, склонны отдавать предпочтение их продуктам по сравнению с альтернативами, особенно в сравнении с исследованиями, не финансируемыми индустрией. Кроме того, моделирующие исследования, финансируемые индустрией, были более благоприятны для её продуктов, чем исследования, имеющими независимое финансирование.[10] В общем, исследования, спонсируемые фармацевтическими компаниями, в четыре раза чаще дают положительные результаты для тестируемого препарата, чем исследования, финансируемые другими спонсорами.[11]
- Обзор экспериментальных исследований, посвященных изучению влияния использования мобильных телефонов на здоровье, проведенный в 2006 году, показал, что исследования, финансируемые исключительно промышленностью, с наименьшей вероятностью давали статистически значимые результаты.[12]
- Управление по контролю за продуктами питания и лекарственными средствами США (FDA) в 2008 году определило, что бисфенол А (BPA) в пластиковых контейнерах безопасен при попадании в пищу, ссылаясь на исследования химической промышленности.[13] Независимые исследования пришли к разным выводам, причем более 90 процентов из них обнаружили влияние низких доз BPA на здоровье.[3]
- В 2008 году исследование на крысах, проведённое учёными из Университета Дьюка и профинансированное ассоциацией производителей сахара, выявило неблагоприятные эффекты потребления искусственного подсластителя Splenda. В ответ на это производитель, компания McNeil Nutritionals LLC, дочернее предприятие Johnson & Johnson, спонсировала собственную группу экспертов для опровержения данного исследования.[14]
- В 2016 году анализ исследований, опубликованных в период с 2001 по 2016 годы, изучающих влияние потребления сладких газированных напитков на здоровье, показал, что если исследование не выявляло связи между потреблением таких напитков и ухудшением метаболического здоровья, то с вероятностью 100 % оно было профинансировано компаниями, производящими сахаросодержащие напитки. Лишь 2,9 % исследований, установивших связь между потреблением сладких напитков и повышенным риском диабета и ожирения, были спонсированы этой индустрией.[15] Авторы сделали вывод: «Эта индустрия, по-видимому, манипулирует современными научными процессами, создавая споры и продвигая свои бизнес-интересы в ущерб общественному здоровью».[16]
- В 2017 году «Кокран» проанализировал результаты исследований, касающихся лекарственных препаратов и медицинских устройств, и выявил, что финансирование со стороны производственных компаний «приводит к более благоприятным результатам и выводам по сравнению с финансированием из других источников».[17]